# 怪物猎人X
《怪物猎人X》是一款在任天堂3DS上发行的动作角色扮演游戏。本遊戲由卡普空制作和发行。
本游戏收到普遍好评。据卡普空报道，至2016年9月，本游戏在全球范围共售出超过410万份。本遊戲的擴張版《魔物獵人XX》在任天堂3DS及任天堂Switch上推出。